# Шарл Жерар
Шарл Фредерик Жерар (на френски: Charles Frédéric Gerhardt) е химик от Елзас и франция.
Учи в Карлсруе, Лайпциг, Гисен и Дрезден. През 1838 г. отива в Париж. Професор (1841), член-кореспондент на Френската академия на науките (1856).
Той е сред създателите на теорията на типовете. Основоположник на унитаризма — схващането, че молекулите представляват качествено нови единни образувания, в които не могат да се открият свойствата на изходните вещества. Налага признанието на закона Авогадро и неговата приложимост за определяне на молекулните тегла.